# 魚沼丘陵站
魚沼丘陵站（日语：／ Uonuma-kyūryō eki */?）位於新潟縣南魚沼市野田，是北越急行轄下的車站。只有普通列車停車。

## 車站構造
- 建於土堤上，擁有1面1線的無人車站。
- 僅有普通列車停靠，月台長度僅能容納2節車廂停靠。
- 月台上設有候車室，內有公用電話，站前則設有廁所。
- 車站用地內設有郵筒。

## 車站周邊
- 赤倉隧道

## 歷史
- 1997年3月22日　北北線通車時設立。

## 鄰近車站
北越急行
六日町 - 魚沼丘陵 - 美佐島

## 外部連結
- （日語）魚沼丘陵車站（北越急行）